# Bodil Bech
Bodil Adele Vilhelmine Bech, född 13 mars 1889 på Lundegård i Nørre Broby sogn, död 3 september 1942 i Gudhjem sogn, var en dansk författare och poet.
Bodil Bech var dotter till godsägaren Hans Bech (1861–1922) och Juliane Filippa Camilla Jensen (1863–1923). Efter en ettårig utbildning på Købmandsskolen flyttade hon med sin första make, civilingenjören Holger Lauritz Petersen Varder, till New York där hon utbildade sig till konsertpianist. Äktenskapet upplöstes 1917 och hon gifte om sig samma år med konsthistorikern Poul Uttenreitter och flyttade till Kerteminde. Uttenreitter var redaktör av konsttidskriften Klingen och introducerade Bech för flera av landets poeter och konstnärer. Äktenskapet upplöstes 1921 och hon hade senare ett samboförhållande med poeten Jens August Schade.
Bech debuterade som poet 1926 i veckotidningen Tidens Kvinder och bidrog därefter med flera dikter till tidskrifterna Vild Hvede, Linien, Kulturkampen och Aarstiderne. Hon verkade även som översättare, bl.a. av Arthur Schnitzler. Hon debuterade i bokform 1934 med diktsamlingen Vi der ejer Natten, vilken följdes av ytterligare fyra samlingar: Ildtunger danser (1935), Granit og Dugg (1938), Flyvende Hestemanker (1940) och Ud af Himmelporte (1941). Bland hennes inspirationskällor fanns den finlandssvenska poeten Edith Södergran, som hon också besökte i hennes hem i Raivola. Under pseudonymen Anne Fole gav Bech ut ungdomsromanen Lones Balkanfærd 1942.